# Třtina nachová
Třtina nachová (Calamagrostis phragmitoides) je druh rostliny z čeledi lipnicovité (Poaceae).

## Popis
Jedná se o vytrvalou výběžkatou trávu, dosahující výšky nejčastěji 80–120 cm. Oddenky jsou plazivé s dlouhými výběžky. Stébla mají nejčastěji 5–8 kolének, jsou dole hladká, pod latou slabě drsná. Na středních kolénkách se stébla často větví, což je u trav celkem řídký jev. Listy jsou střídavé s listovými pochvami, které jsou slabě drsné, horní jsou drsné silněji. Čepele jsou čárkovité, asi 6–10 mm široké, drsné, na rubu lesklé. Jazýček je dřípený, u horních listů 6–10 mm dlouhý, na vnější straně krátce chlupatý. Květenstvím je lata, která se skládá z mnoha klásků, celá lata je víceméně přímá, celkem bohatá a rozkladitá, i více než 20 cm dlouhá. Klásky jsou jednokvěté, často nafialovělé, plevy jsou víceméně stejné, na kýlu štětinkaté, chlupy bazálního věnečku jsou asi stejně dlouhé jak plucha. Plucha je kratší než pleva, nahoře dvouzubá, pětižilná, osina je nasazená na vrcholu pluchy nebo těsně pod ním a je krátká, jen 1–2 mm. Tyčinky jsou 3, prašníky jsou žlutavé, pyl je zakrnělý. Plodem je obilka. Počet chromozómů je 2n=56.

## Taxonomie
Calamagrostis phragmitoides je součástí složitého taxonomického komplexu druhu Calamagrostis purpurea s.l. s výskytem apomixe. Jednotlivé taxony jsou autory hodnoceny různě na úrovni druhu nebo poddruhu. Někdy je řazena do rodu Deyeuxia jako Deyeuxia purpurea (Trinius) Kunth. V severnější Evropě se vyskytuje druh Calamagrostis phragmitoides (popř. Calamagrostis purpurea subsp. phragmitoides). Do tohoto komplexu patří i Calamagrostis pseudopurpurea (Calamagrostis purpurea subsp. pseudopurpurea), snad endemit Německa. Calamagrostis purpurea subsp. purpurea roste patrně až v Rusku. Od evropského Ruska, v celé severnější Asii a asi i v Severní Americe pak roste Calamagrostis langsdorffii (popř. Calamagrostis purpurea subsp. langsdorffii). V Severní Americe se vyskytuje také příbuzný druh Calamagrostis canadensis. Celá záležitost jistě vyžaduje další taxonomické studie.

## Rozšíření ve světě
Přesné rozšíření je patrně těžké určit kvůli taxonomickým obtížím. Druh roste ve Skandinávii a severní Evropě, na jih po střední Evropu. Fischer už ji ale pro Rakousko neudává. Lokality v ČR budou na jižní hranici areálu. Rozšíření na východ je těžké stanovit, snad po Evropské Rusko a jižní Sibiř. V severnější Asii a Severní Americe pak rostou příbuzné taxony komplexu.

## Rozšíření v Česku
V ČR zatím byla zaznamenána v Krušných horách, v jižních Čechách, na Českomoravské vrchovině a v Nízkém Jeseníku. Na mnohých lokalitách byl druh objeven celkem nedávno, zřejmě byl přehlížen, není proto vyloučeno, že bude nalezena i na dalších lokalitách. Roste na rašelinných loukách a křovinách. V ČR je řazena mezi kriticky ohrožené druhy, kategorie C1.